# Лилль-Сюд
Лилль-Сюд (фр. Lille-Sud) — упраздненный кантон во Франции, регион Нор — Па-де-Кале, департамент Нор. Входил в состав округа Лилль.
В состав кантона входили южные районы города Лилль.

## Политика
|  | Кандидат                    | Партия                  | % голосов |
|  | --------------------------- | ----------------------- | --------- |
|  | Мари-Кристин Станьек-Вавран | Социалистическая партия | 100,0     |

Занявший по итогам 1-го тура второе место представитель партии зеленых Янник Лавенн снял свою кандидатуру в соответствии с соглашением между левыми партиями